# زيغمونت جاديكي
زيغمونت جاديكي (بالبولندية: Zygmunt Gadecki)‏ هو لاعب كرة قدم بولندي في مركز الهجوم، ولد في 21 يناير 1938 في غدينيا في بولندا، وتوفي بنفس المكان في 21 نوفمبر 2000. شارك مع منتخب بولندا لكرة القدم. أما مع النوادي، فقد لعب مع أركا غدينيا وليخيا غدانسك وليغيا وارسو.

## وصلات خارجية
- زيغمونت جاديكي على موقع قاعدة بيانات كرة القدم.إي يو (الإنجليزية)
- زيغمونت جاديكي على موقع أوليمبيديا (الإنجليزية)
- زيغمونت جاديكي على موقع اللجنة الأولمبية البولندية (مؤرشف) (البولندية)